# Place Marx Dormoy
Der Place Marx Dormoy (deutsch Marx-Dormoy-Platz) ist ein öffentlicher Platz in Moulins, der nach dem Sozialisten Marx Dormoy benannt ist. Er ist vollständig von dreigeschossigen Häusern umgeben und hat in der Mitte eine Freifläche. Er liegt in Nordost-Südwest-Ausrichtung und ist ca. 55 Meter lang und 20 Meter breit.
Die Südwestseite des Platzes wird von der Rue Voltaire abgeschlossen. Hier befindet sich ein öffentliches Gebäude, das den Proportionen des Platzes angepasst 1820 als Bibliothek errichtet wurde. Den Baubeschluss erwirkte der Stadtrat auf Veranlassung ihres Bürgermeisters Champflour nach Plänen des Architekten François Agnety. Inzwischen hat die Bibliothek einen anderen Standort. Die Buchstaben BIBLIOTHEK PUBLIQUE wurden entfernt, sind aber aufgrund von Helligkeitsunterschieden auf der Sandsteinfassade noch sichtbar.
Am gegenüberliegenden (Kopf-)Ende schließt der Platz mit zwei symmetrischen Halbrundungen ab, lässt aber noch einen Straßendurchlass zur Verbindung zur Rue Denain.